# Orla Brady
Orla Brady, född 28 mars 1961 i Dublin, är en irländsk skådespelare. Hon har bland annat haft roller i Älskarinnor och Fringe.

## Filmografi i urval
- 1994 - Helt hysteriskt (TV-serie)
- 1998 - Svindlande höjder (TV-film)
- 2004 - Nip/Tuck (TV-serie)
- 2008 - Wallander (TV-serie)
- 2010–2012 - Fringe (TV-serie)
- 2013 - Agatha Christie's Poirot (TV-serie)
- 2013 - Doctor Who (TV-serie)
- 2017 - The Foreigner